# Större madagaskargås
Större madagaskargås (Centrornis majori) är en utdöd förhistorisk fågelart i familjen änder inom ordningen andfåglar. 

## Upptäckt
Större madagaskargås beskrevs 1897 utifrån subfossila lämningar funna på centrala Madagaskar nära Antsirabe. Lämningarna har daterats med kol-14-metoden och visat sig vara 17.000 år gamla.

## Utseende
Större madagaskargås var en relativt stor andfågel, större och tyngre än mindre madagaskargås. Den hade påtagligt långa ben och troligen också långa tår. Sannolikt vadade den i grunt vatten snarare än simmade. Vid vingknogarna hade den sporrar som den säkerligen använde antingen som försvar mot predatorer eller hävdande av revir.

## Namn
Fågelns vetenskapliga namn hedrar upptäckaren C. I. Forsyth Major som skickade ansenliga mängder med subfossila lämningar från centrala Madagaskar till British Museum.